# 九道街道
九道街道，是中华人民共和国辽宁省丹东市元宝区下辖的一个乡镇级行政单位。

## 行政区划
九道街道下辖以下地区：
永宝社区、九道社区、通乡社区和东尧社区。